# Renfe série 445
La 445-001 est une ancienne automotrice prototype de la Renfe.

## Origine du prototype
En Espagne, au début des années 1980, l'évolution du trafic de banlieue rend nécessaire l'étude d'un nouveau matériel spécifique. Les nouveaux services se caractérisent par des arrêts fréquents dans des gares situées à faible distance les unes des autres. La formule « motrice + 2 remorques », retenue pour les 440, semble montrer ses limites : on s'oriente plutôt vers une formule « motrice + remorque + motrice », d'une puissance supérieure à 2 000 kW et offrant une capacité totale de 700 places. Le prototype 445 automotrice va permettre de tester ce concept grandeur nature.

## Conception
Ce prototype est étudié, développé, et construit par cinq constructeurs espagnols : MTM, CAF, MACOSA, General Electric Española et WESA. Plusieurs solutions novatrices lui sont appliquées. Le projet bénéficie de l'appui financier du Centro para el Desarrollo Tecnologico e Industrial (CDTI) et du soutien de la filiale Renfe TIFSA.

## Service
Le prototype sort d'usine, en livrée « Estrella » (qu'il conserve toute sa carrière), sous forme d'automotrice double, chaque élément étant moteur. Il entame aussitôt une longue campagne d'essais dans la région de Barcelone, avant de faire un peu de service commercial sur la ligne de l'aéroport d'El Prat de Llobregat. En 1986, il reçoit une remorque intermédiaire entièrement construite en aluminium et recommence une campagne d'essais. Officiellement versé au parc commercial début 1987, il est affecté au dépôt de Fuencarral et effectue sa courte carrière entre Madrid-Principe Pio et Pinar de las Rozas (es).
Réformé en 1990, il reste longtemps garé avant d'être démoli à Fuencarral en juillet 1999.